# Sellenstedt
Sellenstedt è una frazione (Ortsteil) del comune di Sibbesse, nel land della Bassa Sassonia, in Germania.

## Storia
Già comune autonomo nel circondario di Alfeld, il 1º marzo 1974 fu soppresso e incorporato ad Adenstedt; insieme con Adenstedt, fu unito a Sibbesse il 1º novembre 2016.